# 磯辺村
磯辺村（いそべむら）は、愛知県渥美郡にかつてあった村である。
現在の豊橋市の一部（南栄町・王ケ崎町・駒形町・磯辺下地町・松井町・向草間町・一色町・草間町・中野町など）に該当する。

## 歴史
- 1878年（明治11年） - 向草間村、草間村、上牟呂村、中牟呂村、下牟呂村、松井新田、上原新田、富田新田、松島新田が合併し、磯辺村となる。
- 1884年（明治17年） - 磯辺村の一部[1]が、牟呂村として分立する。
- 1889年（明治22年）10月1日 - 町村制により、磯辺村が発足。
- 1891年（明治24年）4月9日 - 牟呂村地先海面埋立地（毛利新田、後の神野新田）の一部を編入。
- 1906年（明治39年）8月31日 - 高師村、福岡村、野依村、植田村、大崎村と合併し、高師村が発足。同日磯辺村は廃止。